# Fábio Mitidieri

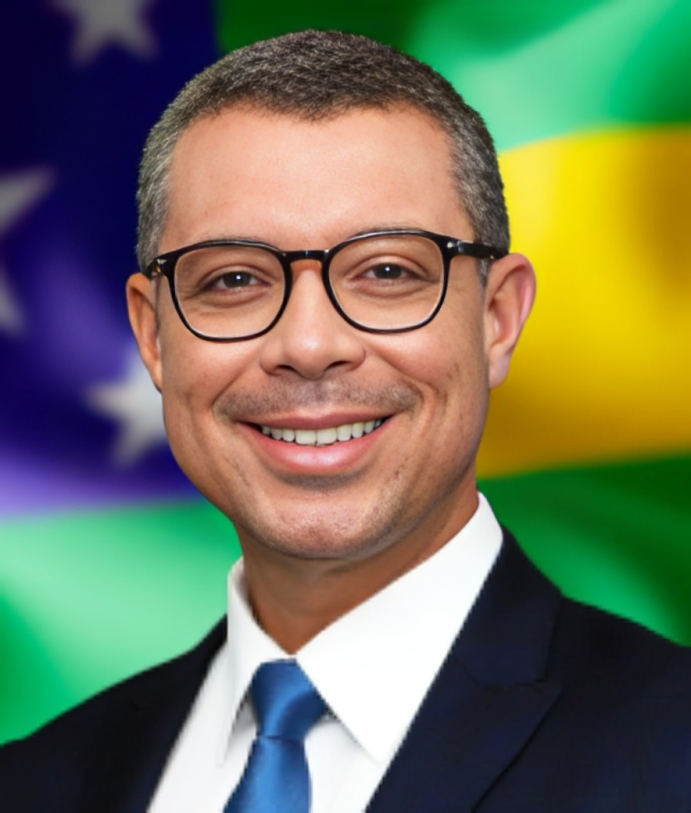
Fábio Mitidieri (2023)

Fábio Cruz Mitidieri (* 24. Februar 1977 in Aracaju) ist ein brasilianischer Geschäftsmann und Politiker des Partido Social Democrático. Er wurde 2022 zum 51. Gouverneur des Bundesstaates Sergipe gewählt.

## Politische Laufbahn
Von 2007 bis 2011 war er Mitglied des Partido Democrático Trabalhista (PDT) und ist ab 2011 Mitglied des Partido Social Democrático (PSD).
Er wurde 2014 von der PSD für die 55. Legislaturperiode (2015–2019) zum Bundesabgeordneten gewählt. Er stimmte gegen das Amtsenthebungsverfahren gegen Dilma Rousseff, war im April 2017 gegen die Arbeitsreform und stimmte im August 2017 für den Prozess, in dem der damalige Präsident Michel Temer aufgefordert wurde, eine Untersuchung einzuleiten, 
Er kandidierte für das Amt als Gouverneur bei der Gouverneurswahl in Sergipe 2022. Am 30. Oktober 2022 wurde er bei der Stichwahl gegen Rogério Carvalho mit 623.851 Stimmen zum Gouverneur des Bundesstaates Sergipe gewählt wurde.
| Wahl        | Amt        | Partei | gewählt | Stimmen (2. Wahlgang) | Amtszeit          | Wahlbündnis                                                                            |
| ----------- | ---------- | ------ | ------- | --------------------- | ----------------- | -------------------------------------------------------------------------------------- |
| Wahlen 2022 | Gouverneur | PSD    | ja      | 623.851 (51,70 %)     | Ab 1. Januar 2023 | Wahlslogan: Novo Tempo pra Sergipe (PSD, PDT, PP, Republicanos, UNIÃO, PSC und AVANTE) |